# Gastom Kouadio
Gastom Kouadio är en friidrottare från Elfenbenskusten. Han deltog vid olympiska sommarspelen 1976.